# Julia de peculatus
Julia de peculatus va ser una llei romana atribuïda a Juli Cèsar que castigava amb privació d'aigua i foc als que s'apropiessin de diners públics, religiosos o sagrats, o als que de manera dolosa fessin disminuir els valor dels diners públics, i als que ajudessin a fer aquests delictes.